# Коріолано Чиппіко

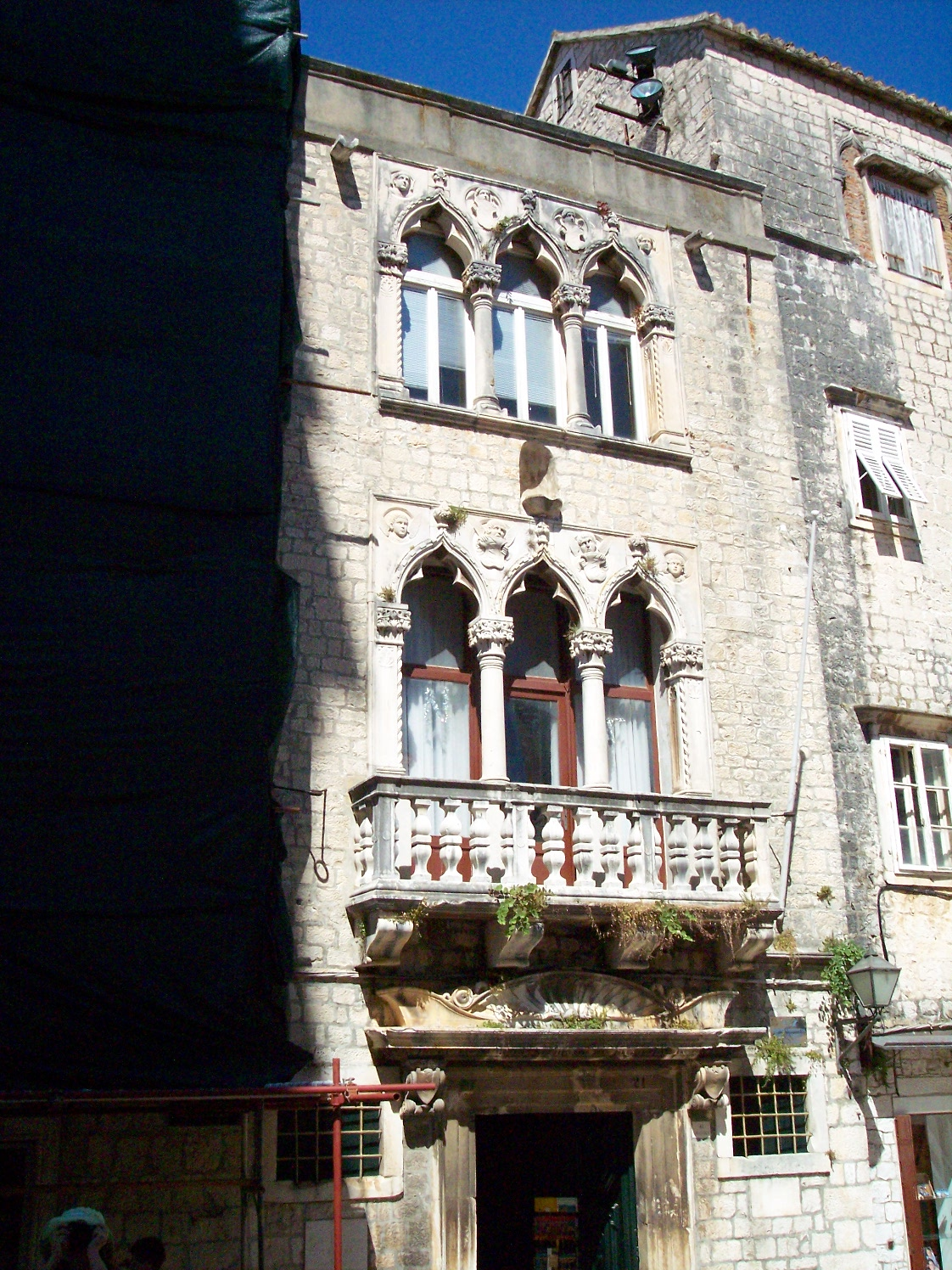
Родовий палац Чиппіко в Трогірі

Коріолано Чиппіко (лат. Coriolanus Ceppico, італ. Coriolano Cippico; 1425—1493) — далматинський дворянин, землевласник, державний службовець, гуманіст і воєначальник з Трогіра.
У 1470—1470 роках він служив капітаном галери під керівництвом майбутнього дожа П'єтро Моченіго і написав витончену гуманістичну розповідь очевидця про систематичне пограбування анатолійського узбережжя венеційським флотом.